# Ordre de Pie IX
Pour les articles homonymes, voir Pie IX (homonymie).
L'ordre de Pie IX est une distinction honorifique créée par le pape du même nom le 17 juin 1847. Cet ordre comprend trois classes : grand-croix (qui confère la noblesse personnelle), commandeur et chevalier. Cet ordre, que peuvent recevoir des non-catholiques, fut attribué à des officiers et sous-officiers des troupes françaises, belges et pontificales.
Le ruban de la décoration est bleu à double liseré rouge, la médaille aux huit branches bleues porte la mention « virtuti et merito ».

## Port sur l'uniforme
|           |            |                        |             |         |
| Chevalier | Commandeur | Commandeur avec étoile | Grand-croix | Collier |

## Galerie

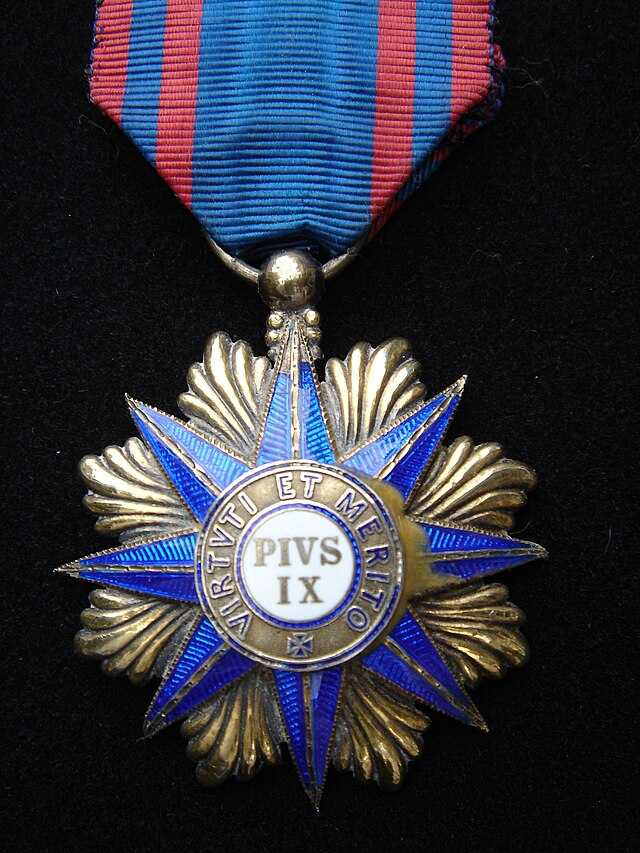
Croix de l'ordre de Pie IX
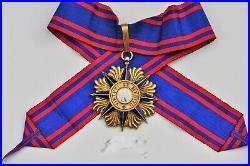
Ruban avec grand-croix de l'ordre de Pie IX
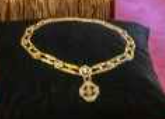
Collier de l'ordre de Pie IX remis à Giorgio Napolitano
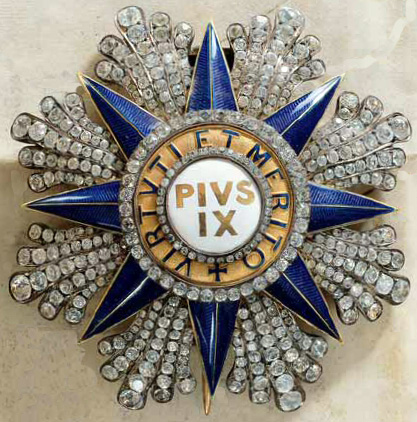
Étoile de poitrine de l'ordre de Pie IX

## Quelques titulaires
- Émir Abdelkader (1808-1883), homme politique, théologien musulman et chef du soulèvement contre l'occupation française au XIXe siècle : pour avoir protégé au péril de sa vie les chrétiens réfugiés dans le quartier des Algériens à Damas des pillards musulmans et druzes
- Garcia Moreno y Morán de Butrón (1821-1875), duc de la Santa Fé (titre pontifical), président de la République d'Équateur
- Auguste de Penfentenyo (1837-1906)
- Ludwig von Pastor (1854-1928), historien et diplomate autrichien
- Mario di Carpegna (1856-1924) homme politique italien, garde noble du Vatican, pionnier du scoutisme
- Paul de Favereau (1856-1922), homme politique belge du parti catholique
- Giulio Andreotti (1919-2013), homme politique italien
- André Frossard (1915-1995), journaliste et essayiste français
- Edward Raczynski (1891-1993), homme d'État polonais
- Ryszard Kaczorowski (1919-2010), homme d'État polonais
- Giorgio Napolitano, président de la République italienne
- Jean-Bernard Raimond (1926-2016), ambassadeur et ancien ministre français des Affaires étrangères
- Jacques Santer (né en 1937), homme politique luxembourgeois
- Hanna Suchocka (née en 1946), récipiendaire en 2004[1]
- Kurt Waldheim (1918-2007)
- Lech Wałęsa (né en 1943), récipiendaire en 1991[2]
- Joseph-Hardouin-Gustave, comte d'Andlau[3] (1824-1892), militaire et homme politique français
- Jean-Pierre Mazery (né en 1942)
- Léonel de Moustier (1817-1869), ministre des Affaires étrangères de Napoléon III.

### Grands-croix
- Bruno Joubert, ambassadeur de France près le Saint-Siège
- Eugène, prince de Ligne (1804-1880)
- Henri de Cathelineau (1813-1891)
- Jacques Chirac (1932-2019), président de la République française
- Jean Guéguinou (1941-2021), ambassadeur de France
- Charles-Marie-Augustin, comte de Goyon (1803-1870), aide de camp de Napoléon III, grand-croix le 10 juin 1857
- Jean-Ernest Ducos, vicomte de La Hitte (1789-1878), général d'artillerie, promoteur de la réforme militaire de 1859
- Joseph Romain-Desfossés (1798-1864), amiral, grand-croix le 28 mai 1850
- Wladimir d'Ormesson (1888-1973), ambassadeur de France près le Saint-Siège
- Comte Louis-Martin de Courten (1835-1937), commandant de la Garde suisse pontificale
- Stanislas de Laboulaye, ambassadeur de France près le Saint-Siège, grand-croix le 11 avril 2011
- Comte Paul de Smet de Naeyer, Premier ministre de Belgique.
- Baron Maurice Houtart (1866-1939), ministre belge.

### Commandeurs
- Amiral Pierre-Paul de La Grandière (1807-1876), commandeur en 1866
- Louis-Émile Bertin (1840-1924), savant de renommée internationale, membre de l'Institut, ingénieur général de 1re classe du génie maritime
- Roger Gougenot des Mousseaux (1805-1876)
- Pierre-Joseph-Olivier Chauveau[4]
- Comte Henri-Julien de Grimoüard de Saint-Laurent, décédé au château de la Loge, par l'Hermenault (Vendée) le 9 octobre dans sa 72e année.
- Paul Priamar Boselli-Scrive (1841-1907), figure du milieu libéral et conservateur, il patronne, entre autres, plusieurs journaux du "parti conservateur chrétien"
- Jules-Marie Daudier
- Louis-Hyacinthe de Quatrebarbes
- Baron Henri de Trannoy, commandeur avec plaque
- Clément Bivort de La Saudée (1819-1875), directeur du Charbonnage de Monceau Fontaine et du Martinet, et par la suite directeur des Charbonnages d’Amercœur, conseiller provincial du Hainaut.
- Baron Théophile Wahis

### Chevaliers
- Louis Dutouquet, (1821-1903), architecte à Valenciennes, ami et protecteur de Jean-Baptiste Carpeaux;
- Gabriel Lacoste de Belcastel, (1820-1890)[5] ;
- Louis de Postis du Houlbec (1812-1880), général de brigade d'infanterie en ligne, grand officier de la Légion d'honneur.
- Marc-Hyacinthe-Christophe-Marie de Goësbriand, capitaine aux Zouaves pontificaux, chevalier de Pie IX, décoré de Castelfidardo, décédé au manoir de Kermadéhoua (Rosporden) le 12 novembre 1884 ;
- Victor-Marie Halna du Fretay, décédé à la Ville-Berno, à Saint-Brieuc, le 27 février 1884 dans sa 63e année ;
- Louis de Legge de Kerléan, chevalier de Pie IX et de Saint-Georges des Deux Siciles, ancien maire de Pertre, décédé à Rennes le 17 octobre 1901 dans sa 67e année ;
- Désiré van der Meulen (1839-1869), historien bruxellois.
- Raoul Le François des Courtis de la Groye (1849-1932), zouave pontifical
- Arthur Guillemin (1838-1867), lieutenant de la 5e compagnie des zouaves pontificaux, décédé à la bataille de Montelibretti le 13 octobre 1867[6].
- Henry d'Irumberry de Salaberry (1835-1904), maire de Fossé
- Augustin Numa d'Albiousse (1831-1911), comte romain héréditaire (1887), né à Uzès le 2 septembre 1831. Commandant (major) des Zouaves pontificaux (1860-1870), lieutenant-colonel de la Légion des Volontaires de l'Ouest (1870-1871), chevalier de Saint-Louis (1899, par le comte de Chambord, héritier des rois de France devenu grand-maître de l'ordre), de Pie IX (1867) et Saint-Grégoire-le-Grand (1861), décoré des médailles de Crimée (1856), commémorative de la campagne d'Italie (1859), de la Valeur militaire de Sardaigne, croix de Mentana (1867) et Benemerenti
- Georges de Chergé (1842-1928), porte-drapeau des Zouaves pontificaux à la bataille de Mentana en 1867, lieutenant, arrière-grand-père de Christian de Chergé (1937-1996), prieur de Thibérine, proclamé bienheureux avec dix-huit autres martyrs d'Algérie le 8 décembre 2018.
- Paul de Gerlache (1838-1891), gouverneur de la province de Luxembourg.